# فيدور جيفوتشو
فيدور جيفوتشو من مواليد سانت بطرسبرغ (1868-31 يناير 1904) المعروف باسم جوجو وجه الكلب، كان كل جسمه مغطى بالشعر الذي أعطاه مظهر الكلب وهذا بسبب حالة نادرة تسمى فرط الأشعار الخلقي.